# Лабийоки
Лабийоки — река в России, протекает по Муезерскому району Карелии.
Вытекает из озера Лабиярви, в которое впадает Кужьеги. Высота истока — 192,2 м над уровнем моря. Впадает в озеро Ермакъярви, из которого вытекает Ермакйоки. Высота устья — 184,6 м над уровнем моря Длина реки составляет 4 км, площадь водосборного бассейна — 123 км².

## Данные водного реестра
По данным государственного водного реестра России относится к Балтийскому бассейновому округу, водохозяйственный участок реки — Реки Карелии бассейна Балтийского моря на границе РФ с Финляндией, включая озера Лексозеро. Относится к речному бассейну реки Реки Карелии бассейна Балтийского моря.
Код объекта в государственном водном реестре — 01050000112102000010051.